# Emma Shapplin

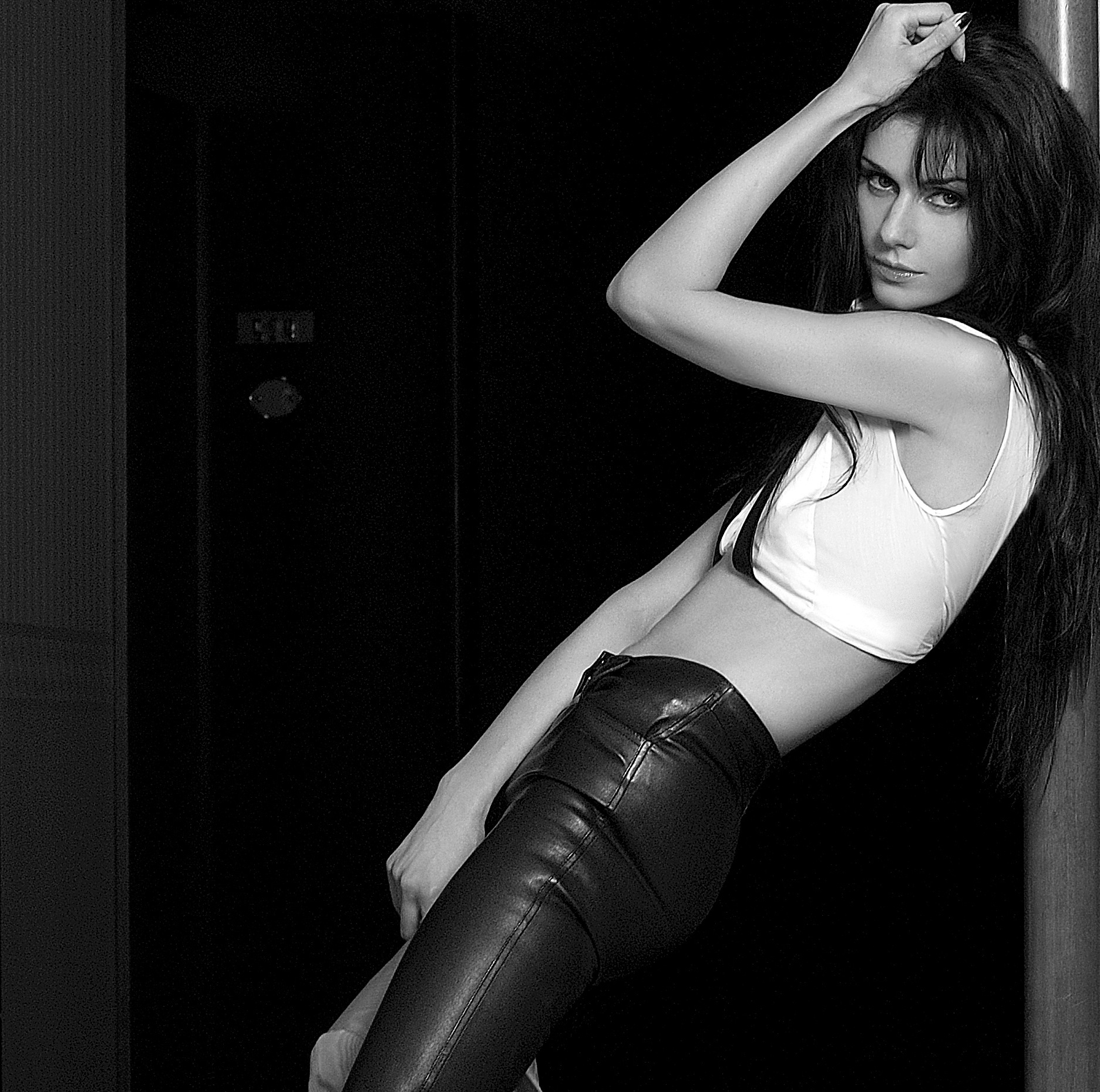
Emma Shapplin (2011)

Emma Shapplin (* 19. Mai 1974 als Crystêle Madeleine Joliton im Pariser Vorort Savigny-le-Temple) ist eine französische Sängerin.

## Leben
Emma Shapplin begann als Vierzehnjährige, sich für Musik zu interessieren, und wurde von einem 70-jährigen ehemaligen Sänger in klassischem Gesang unterrichtet. Nach einer Phase als Sängerin einer Hardrock-Gruppe widmete sie sich wieder dem klassischen Gesang. Sie entwickelte ihren eigenen Stil durch die Kombination von Operngesang mit Trance und Pop. Ihr Debüt-Album „Carmine Meo“ von 1997 und die Single „Spente le stelle“ waren erfolgreich und sie erhielt zwei Goldene Schallplatten für das Album.
Ihr Album Macadam Flower (2009) wurde von ihr selbst getextet und komponiert. 2014 erschien ihr Album Dust of a Dandy.

## Diskografie

### Alben
| Jahr | Titel       | Höchstplatzierung, Gesamtwochen, AuszeichnungChartplatzierungen (Jahr, Titel, Platzierungen, Wochen, Auszeichnungen, Anmerkungen) | Höchstplatzierung, Gesamtwochen, AuszeichnungChartplatzierungen (Jahr, Titel, Platzierungen, Wochen, Auszeichnungen, Anmerkungen) | Höchstplatzierung, Gesamtwochen, AuszeichnungChartplatzierungen (Jahr, Titel, Platzierungen, Wochen, Auszeichnungen, Anmerkungen) | Anmerkungen                              |
| Jahr | Titel       | FR | BEW | CH | Anmerkungen                              |
| ---- | ----------- | --- | --- | --- | ---------------------------------------- |
| 1997 | Carmine meo | FR9 ×2Doppelgold · (34 Wo.)FR | BEW2 Platin · (42 Wo.)BEW | — | Erstveröffentlichung: 7. Dezember 1997   |
| 2002 | Etterna     | FR34 (11 Wo.)FR | BEW13 (5 Wo.)BEW | CH88 (2 Wo.)CH | Erstveröffentlichung: 22. September 2002 |

Weitere Alben
- 2009: Macadam Flower
- 2014: Dust of a Dandy
- 2019: Venere, Nimue Music / Dyris Inc.

### Singles
| Jahr | Titel Album                   | Höchstplatzierung, Gesamtwochen, AuszeichnungChartplatzierungen (Jahr, Titel, Album, Platzierungen, Wochen, Auszeichnungen, Anmerkungen) | Höchstplatzierung, Gesamtwochen, AuszeichnungChartplatzierungen (Jahr, Titel, Album, Platzierungen, Wochen, Auszeichnungen, Anmerkungen) | Höchstplatzierung, Gesamtwochen, AuszeichnungChartplatzierungen (Jahr, Titel, Album, Platzierungen, Wochen, Auszeichnungen, Anmerkungen) | Anmerkungen |
| Jahr | Titel Album                   | FR | BEW | CH | Anmerkungen |
| ---- | ----------------------------- | --- | --- | --- | ----------- |
| 1998 | Spente le stelle Carmine meo  | FR19 (13 Wo.)FR | — | — |             |
| 1998 | Cuor senza sangue Carmine meo | FR61 (6 Wo.)FR | — | — |             |

### Videoalben
- 2003: Le Concert de Caesarea

## Auszeichnungen für Musikverkäufe
| Goldene Schallplatte - Griechenland - 2004: für das Album Etterna - Neuseeland - 2002: für das Album Etterna - Spanien - 1998: für das Album Carmine meo Platin-Schallplatte - Argentinien - 1998: für das Album Carmine meo - 2003: für das Album Le Concert de Caesarea - Europa - 2007: für das Album Carmine meo - Kanada - 1999: für das Album Carmine meo - Niederlande - 1998: für das Album Carmine meo | 2× Platin-Schallplatte - Neuseeland - 1999: für das Album Carmine meo |

Anmerkung: Auszeichnungen in Ländern aus den Charttabellen bzw. Chartboxen sind in ebendiesen zu finden.
| Land/RegionAuszeichnungen für Musikverkäufe (Land/Region, Auszeichnungen, Verkäufe, Quellen) | Gold     | Platin     | Verkäufe    | Quellen             |
| -------------------------------------------------------------------------------------------- | -------- | ---------- | ----------- | ------------------- |
| Argentinien (CAPIF)                                                                          | —        | 2× Platin2 | 68.000      | capif.org.ar        |
| Belgien (BRMA)                                                                               | —        | Platin1    | 50.000      | ultratop.be         |
| Europa (IFPI)                                                                                | —        | Platin1    | (1.000.000) | ifpi.org            |
| Frankreich (SNEP)                                                                            | 2× Gold2 | —          | 200.000     | snepmusique.com     |
| Griechenland (IFPI)                                                                          | Gold1    | —          | 10.000      | ifpi.gr             |
| Kanada (MC)                                                                                  | —        | Platin1    | 100.000     | musiccanada.com     |
| Neuseeland (RMNZ)                                                                            | Gold1    | 2× Platin2 | 37.500      | Einzelnachweise     |
| Niederlande (NVPI)                                                                           | —        | Platin1    | 100.000     | nvpi.nl             |
| Spanien (Promusicae)                                                                         | Gold1    | —          | 50.000      | elportaldemusica.es |
| Insgesamt                                                                                    | 5× Gold5 | 8× Platin8 |             |                     |